# Microula myosotidea
Microula myosotidea là loài thực vật có hoa trong họ Mồ hôi. Loài này được (Franch.) I.M. Johnst. mô tả khoa học đầu tiên năm 1924.